# Manfred Zapf

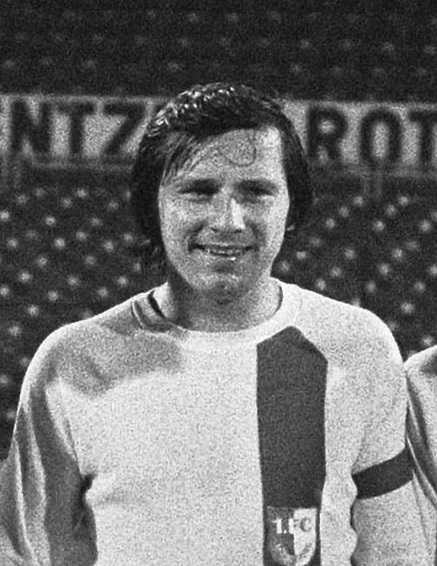
Manfred Zapf 1973

Manfred Zapf (* 24. August 1946 in Stapelburg) ist ein ehemaliger Fußballspieler, der in der DDR-Oberliga für den SC Aufbau/1. FC Magdeburg spielte. 1989 trainierte er kurzzeitig die Fußballnationalmannschaft der DDR, in der er zuvor als Aktiver zwölf Spiele bestritten hatte.

## Leben und Karriere

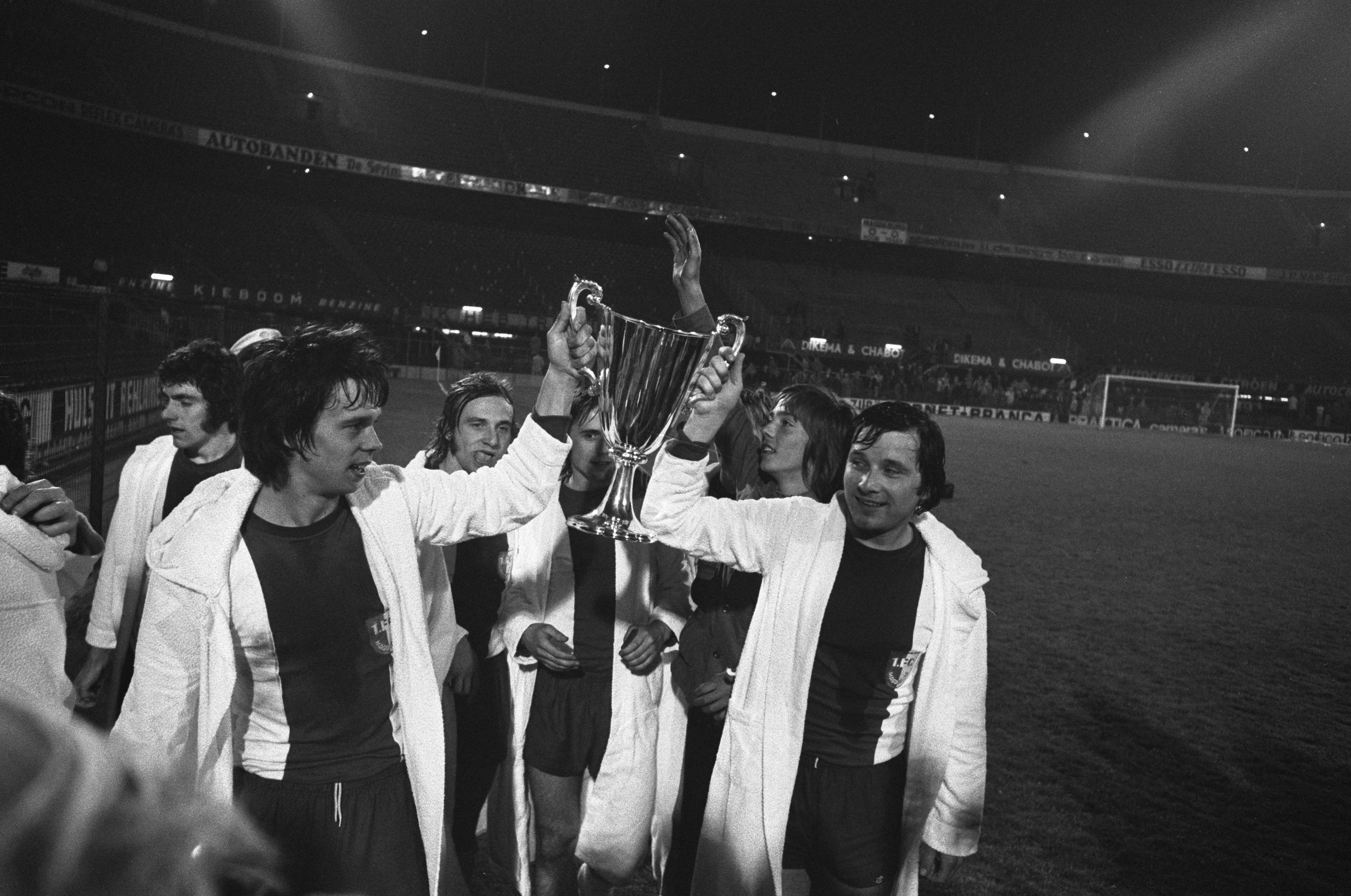
Manfred Zapf (rechts) und seine Teamkollegen nach dem Gewinn des Europapokal der Pokalsieger 1973/74

Von der SG Dynamo Stapelburg gekommen, spielte der 1,78 m große Manfred Zapf zwischen 1964 und 1979 als Verteidiger beim SC Aufbau und dessen Nachfolger 1. FC Magdeburg. Sein erstes Pflichtspiel für den SC Aufbau absolvierte er am 14. April 1964 in der Oberligabegegnung bei Motor Zwickau (0:6). Insgesamt kam Zapf für Magdeburg auf 467 Pflichtspiele, darunter 327 Einsätze in der Oberliga und 49 Europapokaleinsätze. Außerdem stehen auf seinem Konto 46 Pflichtspieltore. Mit dem 1. FC Magdeburg gewann er 1972, 1974 und 1975 die DDR-Meisterschaft, sowie 1964, 1965, 1969 und 1973, 1978 und 1979 den DDR-Fußballpokal. 1974 stand er in der siegreichen Magdeburger Mannschaft des Endspiels um den Europapokal der Pokalsieger (1. FC Magdeburg – AC Mailand 2:0). Von 1968 bis 1979 war Zapf Mannschaftskapitän des FCM.
Zapf spielte zwischen 1969 und 1975 16 Mal bzw. nach der FIFA-Regelung zu Länderspielen von 1999 zwölfmal in der Fußballnationalmannschaft der DDR. Sein erstes Länderspiel bestritt er am 22. Juni 1969 gegen Chile (0:1). Am 5. Juni 1975 nahm er in der Begegnung Island gegen DDR (2:1) seinen Abschied von der Nationalmannschaft. Bei den Endrundenspielen der Fußballweltmeisterschaft 1974 gehörte Zapf nicht zum Kader der Buschner-Elf. Mit der DDR-B-Auswahl absolvierte Zapf vier Spiele und 19 Spiele in der Nachwuchsauswahl. Als Juniorenspieler kam er in den Jahren 1963 und 1964 auf vier Einsätze in der DDR-Juniorenauswahl. Zwischen 1972 und 1975 spielte er zehnmal in der DDR-Olympiaauswahl, mit der er 1972 die Bronzemedaille gewann.
Nach seiner aktiven Laufbahn war Zapf, der auch eine Ausbildung zum Maschinenbau-Ingenieur absolviert hatte, bis 1981 beim 1. FC Magdeburg als Mannschaftsleiter tätig. Von 1983 bis 1990 übte er die Funktion des stellvertretenden Generalsekretärs des DDR-Fußballverbandes aus. Anfang 1989 wurde Zapf zum Trainer der Nationalmannschaft berufen. Unter seiner Leitung absolvierte die DDR-Auswahl zwischen dem 13. Februar und dem 20. Mai 1989 sechs Länderspiele. In diesen Zeitraum fielen zwei Niederlagen und ein Unentschieden in Spielen um die Weltmeisterschafts-Qualifikation. Daraufhin wurde Zapf am 19. Juni 1989 als Trainer der Nationalmannschaft entlassen. Nach 1990 war er kurzzeitig Manager bei Germania 88 Berlin, danach kehrte er zum 1. FC Magdeburg zurück und wurde dort Geschäftsstellenleiter.

## Erfolge
- Gewinn des Europapokals der Pokalsieger: 1974
- DDR-Meister: 1972, 1974, 1975
- DDR-Pokalsieger: 1964, 1965, 1969, 1973, 1978, 1979
- Bronzemedaille bei den Olympischen Spielen: 1972